# 仁万町
仁万町（にままち）は、島根県邇摩郡にあった町。現在の大田市の一部にあたる。

## 地理
西側は日本海に面していた。
- 河川：潮川、天河内川[1]。

## 歴史
- 1889年（明治22年）4月1日、町村制の施行により、邇摩郡仁万村が単独で村制施行し、仁万村が発足[1][2]。
- 1925年（大正14年）- 村債で資金を調達し役場庁舎を新築[1]。
- 1936年（昭和11年）5月10日 - 町制施行し仁万町となる[1][2]。
- 1954年（昭和29年）4月1日 - 邇摩郡宅野村、大国村、馬路村と合併し仁摩町を新設して廃止された[1][2]。

### 地名の由来
かつて連続して大きな沼があり神楽ノ荘沼村と称され、のち仁万村に改められた。

## 産業
1925年（大正14年）- 出雲電気仁万発電所完成

## 交通

### 鉄道
- 1817年（大正6年）5月15日 - 国有鉄道山陰本線仁万駅開設[1]

### 港湾
- 仁万漁港[1]

## 教育
- 1923年（大正12年）5月 - 当村に島根県立邇摩農学校が移転[1]。
- 1948年（昭和23年）- 県立農学校、島根県立邇摩高等学校に改組[1]。